# نديم الجميل
نديم الجميّل (1 مايو 1982 -)، سياسي لبناني. هو ابن بشير الجميّل والذي اغتيل قبل أن يتسلم الرئاسة والنائبة السابقة صولانج الجميّل، كما إنه عضو في حزب الكتائب اللبنانية.

## عن حياته
هو الابن الثالث لبشير وصولانج بعد مايا (والتي اغتيلت حين كان عمرها 18 شهرًا بحادث سيارة مفخخة كانت تستهدف والدها) ويمنى، اغتيل والده في 14 سبتمبر 1982 بعد 21 يوم من انتخابه رئيسًا وقبل أيام من تسلمه الرئاسة وكان حينها يبلغ من العمر أربعة أشهر.
بعد انتهائه من المرحلة الثانوية عام 2000 انتقل إلى فرنسا ليتابع دراسة القانون، وفي عام 2004 تخرج من «جامعة باريس الثانية بانثيون أساس» (بالإنجليزية: Pantheon-Assas Paris II University)‏، وعاد إلى لبنان في عام 2005  وأكمل دراسته في الجامعة اللبنانية وتخرج منها بشهادة بالقانون المدني اللبناني، وانضم بعد ذلك إلى مكتب بدري وسليم المعوشي للمحاماة والتي تملك مكاتب في لبنان وقطر، وقد بدأ العمل فيها في مكتب بيروت، وفي يناير من عام 2007 انضم إلى مكتب قطر. كما أنه ومنذ عام 2003 أصبح يترأس «مؤسسة بشير الجميّل».

## عمله السياسي
بدأ دخوله إلى عالم السياسة أثناء فترة الوجود السوري في لبنان وذلك من خلال المشاركة في التظاهرات المناهضة للقيادة السورية وتنظيم الاعتصامات داخل الجامعات مع الفصائل الأخرى المناهضة للسوريين. وكانت أبرز مشاركاته في المظاهرات التي أعقبت إغلاق محطة mtv عام 2002، حيث كان في مقدمة المظاهرة لإعادة فتحها المحطة، وكادت قوات الأمن تقبض عليه.

### ثورة الأرز
بعد اغتيال رئيس الوزراء السابق رفيق الحريري في عام 2005 واندلاع المظاهرات ضد القوات السورية المتواجدة في لبنان، وضد رئيس الجمهورية إميل لحود ورئيس الحكومة عمر كرامي ووصول هذه المظاهرات إلى ذروتها في 14 مارس 2005 لتشكل ما عرف لاحقًا باسم ثورة الأرز، وكان حينها من بين المتظاهرين الذين أقامو الخيام في ساحة الشهداء مطالبين باستقالة الحكومة ومسؤولي الأمن والانسحاب الكامل وغير المشروط للقوات السورية وإنشاء لجنة دولية للتحقيق في اغتيال رفيق الحريري والسياسيون المغتالون في الماضي. وقد نجحت ثورة الأرز بانسحاب القوات السورية في 26 أبريل 2005  وذلك بعد ضغوط دولية خصوصا من قبل الولايات المتحدة والدول الأوروبية.

### الانتخابات البرلمانية 2009
قرر ترشيح نفسه للانتخابات النيابية في دائرة بيروت الأولى مرشحًا عن حزب الكتائب وتحالف 14 آذار، واستطاع أن يحقق الفوز بالمقعد الماروني.

## وصلات خارجية
- الموقع الرسمي لنديم الجميّل
- الموقع الرسمي لبشير الجميّل